# ペラゴニア地方
座標: 北緯41度21分36秒 東経21度33分36秒 / 北緯41.36000度 東経21.56000度
ペラゴニア地方は北マケドニアを8つに分ける1つである。
南東部のペラゴニアに位置する。
南西にアルバニア、南にギリシャと接する。
国内では、南西部地方とヴァルダル地方に接する。

## 民族

ペラゴニア地方の民族

## 自治体

ペラゴニア地方の自治体

ペラゴニア地方は9つの自治体に分かれる。
- ビトラ
- デミル・ヒサル（英語版）
- ドルネニ（英語版）
- クリヴォガシュタニ（英語版）
- クルシェヴォ（英語版）
- モギラ（英語版）
- ノヴァツィ（英語版）
- プリレプ
- レセン（英語版）